# Pip Hare
Pip Hare (* 7. Februar 1974) ist eine britische Segelsportlerin und Einhandseglerin.
Pip Hare wuchs in East Anglia auf und begann mit 16 Jahren zu segeln. Sie machte den Sport zu ihrem Beruf, wurde Segellehrerin und arbeitet als Redakteurin für Segelsportmedien. Zur Einhandseglerin wurde sie im Alter von 35 Jahren.
Im Laufe ihrer Karriere hat Pip Hare an vielen internationalen Regatten teilgenommen, z. B. Mini-Transat, Transat Jacques Vabre, Fastnet Race, Single-Handed Transatlantic Race und Route du Rhum (2022).

## Teilnahme an der Vendée Globe
Inspiriert durch die Bücher von Isabelle Autissier entstand das Vorhaben, als Frau an der Vendée Globe, der härtesten Einhandregatta der Welt, teilzunehmen. Nachdem Pip Hare eine Open 60 zur Charter angeboten worden war, kündigte sie im Oktober 2018 ihre Teilnahme an der Regatta an. Mit eigenen Mitteln und Unterstützung von lokalen Partnern in Poole trieb sie ihr Vorhaben beharrlich voran. Als Sponsor fand sie das Unternehmen Smartsheet.
Mit der Medallia startete Pip Hare am 8. November 2020 in Les Sables-d’Olonne mit dem persönlichen Ziel, den weiblichen Rekord von Ellen MacArthur von 2001 (94 Tage, 4 Stunden und 25 Minuten) zu brechen. Das ist ihr nicht gelungen, denn Clarisse Crémer stellte mit 87 Tagen, 2 Stunden und 24 Minuten am 3. Februar 2021 einen neuen Rekord auf. Pip Hare erreichte das Ziel in der Nacht zum 12. Februar 2021 nach 95 Tagen, 11 Stunden und 37 Minuten auf dem 19. Platz in der Gesamtwertung. Bei der Vendée Globe 2024/25 musste sie am 16. Dezember 2024 das Rennen 700 Seemeilen südlich von Australien wegen Mastbruch abbrechen. Sie lag zum Zeitpunkt des Unfalls an 15. Stelle und lief unter Notrigg nach Australien ab.

## Regatta-Erfolge
- 2024: 9. Platz bei der New York Vendée - Les Sables d'Olonne
- 2023:
  - 11. Platz bei Retour à La Base
  - 12. Platz bei Transat Café L'Or
  - 26. Platz beim Rolex Fastnet Race
- 2022:
  - 12. Platz bei Route du Rhum-Destination Guadeloupe
  - 13. Platz bei Vendée Arctique
  - 17. Platz bei 1000 Race
- 2021: 19. Platz bei der Vendée Globe 2020/21
- 2019:
  - 24. Platz bei Transat Jacques Vabre
  - 13. Platz beim Rolex Fastnet Race
  - 15. Platz bei 1000 Race
- 2015:
  - 9. Platz bei Transat Jacques Vabre (Class40)
  - 15. Platz bei Bermuda Race
- 2013: 16. Platz bei Mini-Transat
- 2011: 17. Platz bei Mini-Transat